# Kortejärvi (Karesuando socken, Lappland, 758855-178062)
Kortejärvi är en sjö i Kiruna kommun i Lappland och ingår i Torneälvens huvudavrinningsområde. Sjön har en area på 0,144 kvadratkilometer och ligger 380,1 meter över havet. Kortejärvi ligger i Pessinki fjällurskog Natura 2000-område.

## Delavrinningsområde
Kortejärvi ingår i det delavrinningsområde (758784-177992) som SMHI kallar för Ovan Jiellasjoki. Medelhöjden är 405 meter över havet och ytan är 17,42 kvadratkilometer. Räknas de 3 avrinningsområdena uppströms in blir den ackumulerade arean 37,88 kvadratkilometer. Kurusjoki som avvattnar avrinningsområdet har biflödesordning 4, vilket innebär att vattnet flödar genom totalt 4 vattendrag innan det når havet efter 410 kilometer. Avrinningsområdet består mestadels av skog (71 procent) och sankmarker (25 procent). Avrinningsområdet har 0,68 kvadratkilometer vattenytor vilket ger det en sjöprocent på 3,9 procent.